# 뉴욕 레드불스
뉴욕 레드불스(New York Red Bulls)는 메이저 리그 사커에 소속된 미국의 프로축구단으로 뉴저지주 해리슨에 위치한 레드불 아레나를 홈 구장으로 한다.

## 역사
1995년부터 1997년까지의 클럽 명칭은 "뉴욕/뉴저지 메트로스타스"(New York/New Jersey MetroStars)였으며 1998년부터 2005년까지의 팀 명칭은 메트로스타스(MetroStars)였다. 2006년 레드불 유한회사에 매각되면서 현재의 명칭인 뉴욕 레드불스가 되었다. 2008년 MLS컵 준우승을 달성하여 2009-10 CONCACAF 챔피언스리그에 출전하였으나 트리니다드 토바고의 W 커넥션 FC를 만나 홈에서 2-1로 지고 원정에서 2-2로 비겨 예선 라운드에서 탈락하였다.

## 우승 기록
- MLS 서포터스 실드 (1회) : 2013

## 선수단

### 현재 소속 선수 명단
참고: FIFA 자격 규정에 따라 소속된 국가대표팀 국기를 표시합니다. 선수는 복수의 FIFA 비회원국 국적을 가지고 있을 수 있습니다.
| 번호 | 포지션 | 국적     | 이름                 |
| ---- | ------ | -------- | -------------------- |
| 10   | MF     |          | 에밀 포르스베리      |
| 31   | GK     | 파라과이 | 칼로스 미구엘 코로넬 |

| 번호 | 포지션 | 국적 | 이름 |
| ---- | ------ | ---- | ---- |

## 역대 감독
| 감독                   | 임기        |
| ---------------------- | ----------- |
| 보라 밀루티노비치      | 1998 ~ 1999 |
| 밥 브래들리            | 2003 ~ 2005 |
| 브루스 어리나          | 2006 ~ 2007 |
| 후안 카를로스 오소리오 | 2007 ~ 2009 |
| 카를루스 케이로스      | 2011        |

## 홈구장
| 경기장                 | 사용 기간     | 장소                    | 팀명                                                | 비고                    |
| ---------------------- | ------------- | ----------------------- | --------------------------------------------------- | ----------------------- |
| 레드불 아레나          | 2010년~현재   | 뉴저지주 해리슨         | 뉴욕 레드불스                                       |                         |
| 자이언츠 스타디움      | 1996년~2009년 | 뉴저지주 이스트러더퍼드 | 뉴욕/뉴저지 메트로스타스 메트로스타스 뉴욕 레드불스 |                         |
| 컬럼비아 사커 스타디움 | 1997년        | 뉴욕주 뉴욕             | 뉴욕/뉴저지 메트로스타스                            | US 오픈컵때 사용했다.   |
| 유르케 필드            | 1999년 2003년 | 뉴저지주 피스카타웨이   | 뉴욕/뉴저지 메트로스타스 메트로스타스               | US 오픈컵 3경기를 했다. |
| 미첼 애슬레틱 컴플렉스 | 2000년~2001년 | 뉴욕주 유니언데일       | 메트로스타스                                        | US 오픈컵 3경기를 했다. |

## 유나이티드 사커 리그제휴팀
- 뉴욕 레드불스 II (해리슨, 뉴저지)

## 같이 보기
- 뉴욕 시티 FC (메이저 리그 사커)
- 뉴욕 코스모스 (북미 축구 리그)
- FC 레드불 잘츠부르크
- 레드불 브라질
- 레드불 가나
- RB 라이프치히